# Callimormus
Callimormus is een geslacht van vlinders van de familie dikkopjes (Hesperiidae), uit de onderfamilie Hesperiinae.

## Soorten
- C. alsimo (Möschler, 1882)
- C. beda (Plötz, 1886)
- C. corades (Felder, 1862)
- C. corus Bell, 1941
- C. interpunctata (Plötz, 1884)
- C. juventus Scudder, 1872
- C. radiola (Mabille, 1878)
- C. rivera (Plötz, 1882)
- C. saturnus (Herrich-Schäffer, 1869)
- C. simplicius Hayward, 1938